# Buriti dos Montes
Buriti dos Montes là một đô thị thuộc bang Piauí, Brasil. Đô thị này có diện tích 2652,103 km², dân số năm 2007 là 7869 người, mật độ 2,97 người/km².